# 網紋頭荷包魚
網紋頭荷包魚（学名：Chaetodontoplus cephalareticulatus），又名神仙，为輻鰭魚綱鱸形目鱸亞目蓋刺魚科荷包魚屬下的一个种，分布於西北太平洋日本南部及台灣海域，深度1-30公尺，體長可達8.9公分，棲息在珊瑚礁區，生活習性不明，可做為觀賞魚。